# Pancerniki typu Tennessee
Pancerniki typu Tennessee – typ amerykańskich pancerników z okresu I i II wojny światowej. Marynarka Wojenna Stanów Zjednoczonych zbudowała dwa okręty tego typu: USS "Tennessee" (BB-43) i USS "California" (BB-44).

## Historia
Okręty typu Tennessee zostały zaprojektowane z uwzględnieniem udoskonaleń wprowadzonych do okrętów typu New Mexico, które były pierwszymi pancernikami zbudowanymi według projektu kadłuba "pojutlandzkiego". W literaturze okręty tej generacji pancerników, z artylerią powyżej 305 mm, określane są mianem „superdrednotów”. W wyniku licznych eksperymentów i testów, jego zabezpieczenie podwodne kadłuba było lepsze w stosunku do poprzedników, a zarówno artyleria główna, jak i pomocnicza były wyposażone w system kontroli ognia. Okręty typu Tennessee i trzy okręty typu Colorado (które zostały zbudowane później) cechowały maszty kratownicowe, na których zamontowano duże stanowiska kierowania ogniem. W przeciwieństwie do modernizowanych starszych pancerników, ten szczegół wyróżniał "Wielką Piątkę" spośród reszty pancerników amerykańskich do czasów II wojny światowej.
Opancerzenie było wykonane wzorem poprzednich amerykańskich superdrednotów w schemacie all or nothing („wszystko albo nic”), oznaczającym gruby pancerz tylko na istotnych elementach konstrukcji. Zasadniczym elementem pancerza pionowego był pas na linii wodnej o długości 121,9 m i grubości 343 mm (zmniejszającej się do 203 mm na dolnej krawędzi), ze stali nawęglanej Kruppa (CKC – Carnegie-Krupp cemented). Pas miał wysokość 5,33 m, z tego 2,59 m pod linią wodną przy wyporności normalnej. Płyty pancerne były przykręcane do burt i spoczywały na podkładzie betonowym. Pas tworzył cytadelę, zamkniętą od przodu i tyłu grodziami grubości również 343 mm. W części rufowej poza cytadelą maszynę sterową chronił znajdujący się w większości pod wodą, wychylony na zewnątrz pas o grubości 330 mm.
Jako że działa artylerii głównej pancerników typu Tennessee mogły podnosić się do 30 stopni, w przeciwieństwie do 15 stopni na wcześniejszych okrętach, mogły prowadzić ogień na odległość większą o 9 km. Wobec tego, iż właśnie w tym czasie zaczęto montować na pancernikach urządzenia dźwigowe do opuszczania i podnoszenia wodnosamolotów (służących głównie do korygowania ognia artyleryjskiego), zdolność prowadzenia przez te okręty ognia "poza horyzont" miała znaczenie praktyczne.
Po Pearl Harbor oba okręty zostały znacząco przebudowane, co praktycznie uczyniło z nich nowe jednostki. Ich kadłuby zostały wyposażone w boczne wybrzuszenia dla większej stabilności i lepszego zabezpieczenia przeciwtorpedowego, nadbudówki zostały rozebrane do poziomu pokładu i zbudowane od nowa. Wcześniejsza artyleria średniego kalibru, na którą składały się działa 127 mm/51 służące do prowadzenia ognia przeciw okrętom oraz przeciwlotnicze działa kal. 76 mm/50, została zastąpiona przez zunifikowaną artylerię uniwersalną kal. 127 mm. Dodano także wiele działek kal. 20 i 40 mm.